# Dactylolabis sexmaculata
Dactylolabis sexmaculata är en tvåvingeart som först beskrevs av Pierre Justin Marie Macquart 1826.
Dactylolabis sexmaculata ingår i släktet Dactylolabis och familjen småharkrankar. Inga underarter finns listade i Catalogue of Life.